# 송경철 (언론인)
송경철(宋京喆, 1962년 10월 8일~)은 대한민국의 언론인, 방송인이다. 아나운서, 기자로 활동하였으며, 2022년 10월 《YTN》에서 어언 27년 여만에 정년 퇴임 이후로는 프리랜서 방송인으로 활동하고 있다.

## 학력
- 1982. 2.~1988. 2. 고려대학교 문과대학 국어국문학과 국문학 학사
- 2002. 8.~2006. 2. 고려대학교 언론대학원 신문방송학과 언론학 석사[1]

## 경력
- 1988년 제주MBC 아나운서(1988년 5월~1991년 1월)
- 1991년 제주MBC 퇴사(1991년 1월 16일)
- 1991년 SBS 아나운서 이직(1991년 3월~1995년 7월)
- 1995년 SBS 퇴사(1995년 7월 31일)
- 1995년 YTN 기자 겸 앵커 이직(1995년 9월~2022년 8월)
- 1995년 YTN 뉴스편집부 기자(1995년 9월)
- 2004년 YTN 보도국 앵커팀 팀장
- 2007년 YTN 뉴스 보도 제5팀 팀장
- 2008년 YTN 해외방송팀 팀장
- 2015년 YTN 앵커실 실장
- 2016년 YTN 뉴스 프로그램 《YTN 24》 앵커
- 2018년 YTN 뉴스 프로그램 《YTN 24》의 해설위원
- 2022년 YTN 퇴사(2022년 10월 31일)

## 주요 출연

### 방송

#### SBS 시절(1991~1995)
- SBS 라디오 ... 《SBS 792 통신》
- SBS ... 《출발! 서울의 아침》

#### YTN 시절(1995~2022)
- 《YTN 뉴스출발》
- 2016~2018 ... 《YTN 뉴스 통》
- 2018~2022 ... 《YTN 자정뉴스》
- 《YTN 뉴스와이드》
- 《YTN 24》

#### 2022년 8월 31일 프리랜서 선언 이후
- 2023~ 국회방송 《뉴스라이브 1》

### 영화
- 2015 《내부자들》 ... 송광섭 앵커 역(목소리 출연)